# Сосса, Ростислав Иванович
Ростислав Иванович Сосса (род. 21 октября 1956, село Диброва Бережанского района Тернопольской области) — советский и украинский картограф, доктор географических наук (2004), профессор кафедры геодезии и картографии географического факультета Киевского национального университета имени Тараса Шевченко (2009), ведущий научный сотрудник Института истории Украины НАН Украины, кавалер Ордена «За заслуги» III степени, лауреат Государственной премии Украины в области науки и техники (2009), директор ГНПП «Картография».

## Биография
Ростислав Сосса родился 21 октября 1956 года в селе Дуброва на Тернопольщине в семье служащих.
В 1973 году окончил Нараевскую среднюю школу, а в 1973-1974 годах работал учителем немецкого языка Чвертовской восьмилетней школы Тернопольской области. В 1974 году поступил на географический факультет Киевского государственного университета имени Тараса Шевченко, который в 1979 году окончил с отличием по специальности «Картография».
После окончания университета работал в Научно-редакционном картоскладальному предприятии Главного управления геодезии и картографии при Совете Министров СССР на должностях инженера-картографа, редактор карт, старший редактор карт. Без отрыва от производства окончил аспирантуру. В июне 1990 года защитил кандидатскую диссертацию «Система картографических произведений для изучения курса географии Украинской ССР в общеобразовательной школе (вопросы теории, методики и практической реализации)».
В 1991-1994 годах работал директором малого предприятия «Карта ЛТД».
В 1994 году возглавил Государственное научно-производственное предприятие «Картография».
В марте 2004 года на специализированном ученом совете при Институте географии НАН Украины защитил докторскую диссертацию «Картографирование территории Украины: история, перспективы, научные основы».
В 2005-2007 годах возглавлял восстановленную Государственную службу геодезии, картографии и кадастра.
С 2007 года вновь возглавляет Государственное научно-производственное предприятие «Картография».
Производственную работу совмещает с научной и педагогической деятельностью: в 2007-2011 годах — заведующий отделом картографического моделирования развития и размещения производительных сил Совет по изучению производительных сил Украины НАН Украины; с 2007 года — ведущий научный сотрудник Института истории Украины НАН Украины, с 2008 года — профессор кафедры геодезии и картографии Киевского национального университета имени Тараса Шевченко.
Ростислав Сосса является главным редактором научно-технического журнала «Вестник геодезии и картографии», членом редколлегий ряда научных изданий из географических («География и основы экономики в школе», «Картография и высшая школа», «Современные достижения геодезической науки и производства») и исторических («Историко-географические исследования в Украине», «Региональная история», «Память веков», «Украина дипломатическая») наук.
В круг научных интересов исследователя входят проблемы развития и становления национальной картографии, истории картографии, а также тематическое картографирование, картбиблиография и библиография.

## Общественная деятельность
Ростислав Сосса имеет значительное количество общественных обязанностей:
- Президент Украинской картографической ассоциации (с 2007 г.)
- член Президиума ученого совета Украинского географического общества (с 1995 г.)
- Вице-президент и член президиума Украинского общества геодезии и картографии (2006—2011 гг.)
- Председатель Межведомственного научно-методического совета по вопросам географических названий (2006—2007 гг.)
- Член специализированных ученых советов по защите диссертаций при Институте географии НАН Украины (с 2004 г.), при географическом факультете Киевского национального университета (с 2006 г.),

## Творческое наследие
Ростислав Сосса автор около 240 научных публикаций, а также был редактором многочисленных туристических и учебных карт, планов городов, карт в школьно-краеведческих и научно-справочных атласах.

### Научные труды
- Сосса Р. І. Історія картографування території України: підручник для студ. ВНЗ / Р. І. Сосса. — К.: Либідь, 2007. — 334 с. — ISBN 978-966-06-0463-6
- Сосса Р. І. Політико-адміністративні й адміністративні карти України (1918—2008 pp.): Бібліографічний покажчик. — К.: Інститут історії НАН України, 2009. — 106 с.
- Сосса Р. Картографування території України: від найдавніших часів до 1941 р.: Бібліогр. покажчик / Р. Сосса. — К.: Ін-т історії України НАН України, 2007. — 249 с.
- Сосса Р. І. Топографічне картографування території України (1920—2002 рр.): бібліогр. покажч. / Р. І. Сосса. — К. : ДНВП «Картографія», 2003. — 128 с. — (Серія «Українська картографія : історія, стан, перспективи»). — ISBN 966-631-207-7 (серія). — ISBN 966-631-337-5
- Сосса Р. І. Картографічні твори на територію України (1945—2000 рр.): бібліографічний покажчик / Р. І. Сосса; Державна служба геодезії, картографії та кадастру. — К.: ДНВП «Картографія», 2002. — 400 с. — (Серія «Українська картографія : історія, стан, перспективи»). — ISBN 966-631-207-7 (серія). — ISBN 966-631-149-6
- Сосса Р. І. Картографічні твори, видані ДНВП «Картографія» (1945—2000 рр.): бібліографічний покажчик / Р. І. Сосса. — К.: ДНВП «Картографія», 2001. — 216 с. — (Серія «Українська картографія : історія, стан, перспективи»). — ISBN 966-631-207-7 (серія). — ISBN 966-631-148-8
- Сосса Р. І. Історія картографування території України. Від найдавніших часів до 1920 р.: короткий нарис / Р. І. Сосса. — К. : Наукова думка, 2000. — 247 с.
- Сосса Ростислав. Картографування адміністративно-територіального устрою радянської України у міжвоєнний період // Регіональна історія України. Збірник наукових статей. — К.: Ін-т історії України НАН України, 2010. — № 4. — С. 147—166.
- Сосса Р. І. Дослідження з історії картографії України // Український історичний журнал. — Київ, «Дієз-продукт», 2008. — № 3. — С. 176—202.
- Буряк О., Сосса Р. Стародавні карти в колекції Томаша Нєводнічанського // Історико-географічні дослідження в Україні. — Київ: Інститут історії України НАН України, 2006. — № 9. — С. 151—162.

### Картографические произведения
- Атлас туриста «Українські Карпати» (1987)
- Атлас туриста «Львів» (1989)
- Навчальні стінні фізична й економічна карти України (1990)
- Атлас «Українці. Східна діаспора» (1992, 1993)

Как ответственный редактор подготовил к изданию ряд школьно-краеведческих атласов областей Украины:
- Закарпатской области
- Ивано-Франковской области
- Львовской области
- Черниговской области

## Награды
- Орден «За заслуги» ІІІ степени (2003 г.)
- Лауреат Государственной премии Украины в области науки и техники (2009 г.)
- Почетная грамота Кабинета Министров Украины (2000 г.)
- Благодарность Кабинета Министров Украины (2004 и 2006 гг.)